# Liste der Monuments historiques in Saint-Martin-d’Ary
Die Liste der Monuments historiques in Saint-Martin-d’Ary führt die Monuments historiques in der französischen Gemeinde Saint-Martin-d’Ary auf.

## Liste der Bauwerke
| Bezeichnung      | Beschreibung                                      | Standort | Kennzeichnung | Schutzstatus | Datum | Bild           |
| ---------------- | ------------------------------------------------- | -------- | ------------- | ------------ | ----- | -------------- |
| Kirche St-Martin | Erbaut in der zweiten Hälfte des 11. Jahrhunderts | (Lage)   | PA00105202    | Inscrit      | 1925  | weitere Bilder |

## Liste der Objekte
| Bezeichnung | Beschreibung          | Standort                       | Kennzeichnung | Schutzstatus | Datum | Bild |
| ----------- | --------------------- | ------------------------------ | ------------- | ------------ | ----- | ---- |
| Glocke      | Bronze, 1668 gegossen | in der Kirche St-Martin (Lage) | PM17000416    | Classé       | 1911  |      |